# Sybra dorsatoides
Sybra dorsatoides är en skalbaggsart som beskrevs av Stefan von Breuning 1957. Sybra dorsatoides ingår i släktet Sybra och familjen långhorningar.
Artens utbredningsområde är Madagaskar. Inga underarter finns listade i Catalogue of Life.